# Nir Oz
Nir Oz (hébreu : ניר עוז) est un kibboutz situé dans le Néguev du nord, près de la frontière avec la bande de Gaza.

## Géographie
Nir Oz est situé dans le district sud d'Israël, à 2 km à l'est de la frontière avec la bande de Gaza. Il fait partie du conseil régional de Sha'ar HaNegev.

## Histoire
Créé en 1955 comme une colonie de Nahal, le kibboutz comptait 392 habitants en 2021.
Le 7 octobre 2023, le kibboutz est attaqué par des membres armés du Hamas qui se livrent à des massacres meurtriers, et des enlèvements.